# فيندين ليه بيثون
فيندين ليه بيثون (بالفرنسية: Vendin-lès-Béthune)‏ هي بلدية تقع في إقليم باد كاليه من منطقة نور با دو كاليه في شمال فرنسا. تبلغ مساحة هذه المدينة 3.63 (كم²)، وترتفع عن سطح البحر 27 م، يبلغ عدد سكانها 2474 نسمة حسب إحصاء المعهد الوطني للإحصاء والدراسات الاقتصادية سنة 2009 م. وترأس Jean-Marie Courtois البلدية خلال فترة (2008-2014).